# 櫻隼人
櫻 隼人（さくら はやと、2月5日 - ）は、日本の俳優、声優、ナレーター、ラジオパーソナリティ、歌手、監督である。

## 来歴
東京都調布市生まれ八王子市育ち、打越中学校、聖望学園高等学校、日本大学経済学部、ENBUゼミナール、ヒューマンアカデミー卒。
マック・ミックを経て、ヘリンボーン所属。

## 出演

### 映画
- ピューと吹く!ジャガー THE MOVIE（2008年） - バンドマン
- 20世紀少年 第2章 最後の希望（2009年） - ヤンキー
- クローズZERO II（2009年） - ヤンキー
- すぷりんぐカンパニーの日常（2011年） - 監督・出演
- オトシモノ（2011年） - 監督脚本・主演
- ヤク束（2011年） - 監督脚本・出演第一回池袋映画祭GP
- よしえ（2011年） - 田之介
- ふきだまりの女（2012年） - 優しい男
- ヌード（2012年） - 平井
- ユメユメワスレルベカラズ（2013年） - 監督脚本・出演
- バージンロードの小径（2013年）第一回八王子ショートフィルム映画祭凖GP
- だんらん（2015年） - DJトモ
- ONE LIFE（2015年） - 犬欲男
- blank13（2018年） - 声出演、ゆうばり国際ファンタスティック映画祭2017GP

### ドラマ
- 正義の味方（NTV、2008年） - ヒロインの元カレ
- 東京少女（CS、2008年） - バンドメンバー
- ぼくの妹（TBS、2009年） - ヤクザ
- 女帝 薫子（EX、2010年） - ヤクザ
- クローン ベイビー（TBS、2010年） - ヤクザ
- 俺の空 刑事編（EX、2011年） - ヤクザ
- ランナウェイ〜愛する君のために（TBS、2011年） - ヒットマン
- ジウ 警視庁特殊犯捜査係（EX、2011年） - 中国人殺し屋
- イロドリヒムラ（TBS、2012年） - バンドマン
- 三毛猫ホームズの推理（NTV、2012年） - ヤクザ
- 眞鍋探偵事件簿 〜過ぎゆく時の中で〜（MX、2016年） - 監督脚本・主演
- つばめ刑事（ひかりTVほか、2019年） - ブラックカラス・ボス、球団SP（二役）

### バラエティ
- 落下女（NTV、2006年） - バンドマン
- 行列のできる法律相談所（NTV、2010年） - チンピラ
- ノープランナー（TBS、2012年） - カップル
- 先人たちの底力 知恵泉（NHK、2013年） - 中尾哲二郎
- ニンゲン観察バラエティ モニタリング（TBS、2017年） - ヤクザ
- アレがあるから今がある!（CX、2017年） - 斎藤工

### MV
- 倉本美津留『C幼笛』
- 佐土原かおり『Day to Story』
- 0-REGINA 『0-REGINAのテーマ』
- R.T.W.『Persedoll』監督出演
- MAMADRIVE 『マッドサイエンティスト』アートディレクター

### 雑誌
- ぐるっと千葉（ちばマガジン）
- DOOP（リットーミュージック）

### 舞台
- 鰰[hatahata]第一回公演『動け！人間！』
- 東京桜組『風のクロニクル/虹のクロニクル』
- 桜田ファミィ〜リィア『金のマイケル銀のジャクチョウ』
- バレエ『火の鳥』助演
- 朗読カフェ『第二回朗読カフェライブ』

### バンド
- 『Raise A Dust』vo.
- 『ZEZA』vo.
- 『ハリ』ba.【青い夜空】
- 『グロ』vo.【うらぎり】
- 『R.T.W.』vo. パフォーマンス 【Persedoll】【DeadlyMemory】

### TV番組ナレーション
- テイバン.tv（BS朝日）
- テイバン・タイムズ（BS朝日）
- 遊!Style（ひかりTV）
- 街角の歴史芝家具物語（みなとCATV）
- ジャズに乾杯!（みなとCATV）
- 未来予想トクナガナイン（LaLaTV）
- クッキリ1番EX クッキリ情報局（BS11）
- J:COMフェス2015特番（J:COM）

### 企業VPナレーション
- カシオ
- パナソニック
- アフラック
- ダイケン
- AEON
- 長谷工コーポレーション
- 日産自動車
- ミズノ
- マルハニチロ

### TVCMナレーション
- Amazonプライム・ビデオ
- エクスペディアAIR＋割篇
- エプソン【新しい常識】【新しい選び方】2篇
- ユニバーサル・スタジオ・ジャパン
- ガリバー
- ブリタ
- ココス・トリプルハンバーグ【ウィンターワンダーランド】篇
- コカコーラ
- マクドナルド
- セブンイレブン
- ピッコマ
- オープンハウス
- SMBCモビット
- 大正製薬
- サーパス甲府
- 快慶定慶の御仏
- 美空ひばり特集（BS-TBS）
- 天童よしみ特番（BS-TBS）
- Jリーグチーム別紹介（スカパー）
- うろおぼえ探偵社（広島ホームテレビ）

### ラジオCMナレーション
- bayfm78.0 局報多数 (サマーソニックやa-nationなどの音楽イベントやLIVE情報、アルバムリリース情報など)
- ミリオン
- タックスパブリシティ
- ワーナーミュージック・ジャパン
- G-7モータース
- ハンターマウンテン塩原
- ノヴェルフロンティア
- シルク・ド・ソレイユダイハツトーテム（bayfm 他）
- ジェイ・ストーム
  - Hey！Say！JUMP Single 【ウィークエンダー／明日へのYELL】他
- 住協（NACK5）
- 昭和シェル石油（J-WAVE）
- QDファクトリー（J-WAVE）
- 電撃プレイステーション（文化放送）

### その他声の仕事
- bjtv
- ヤマハ店舗用クッキングSE
- リズム時計 マッチョ(CV)
- バルドラール浦安チーム紹介 会場アナウンス
- エネワンGP PV
- 新宿区紹介ムービー
  - 『神楽坂通り 竹あかり』
  - 『第17回 新宿トラッドジャズフェスティバル2017』

### ゲーム
- はじめて三国志王子（docomoゲームコンテンツ）- 曹操
- ELYON

### DVD
- bjリーグダイジェストDVD 全編
- のっぽの学園祭

### ラジオ
- bayfm78.0 『BRATRIP』パーソナリティ
- FM KAZZ インターネットラジオ局　粋 『平成三十路カルテット(仮)』パーソナリティ

### お笑いライブ
- お笑いLIVEスピン（新宿Fu－）